# HDFC Bank
HDFC Bank  es una empresa india de servicios bancarios y financieros con sede en Bombay. Es el banco del sector privado más grande de la India por activos y el décimo banco más grande del mundo por capitalización de mercado en mayo de 2024. El Banco de la Reserva de la India  ha identificado al HDFC Bank, al State Bank of India y al ICICI Bank como bancos nacionales de importancia sistémica, a los que a menudo se hace referencia como bancos que son “demasiado grandes para quebrar”.

## Historia
HDFC Bank se constituyó en 1994 como filial de HDFC Ltd, que recibió "en principio" la aprobación del RBI para establecer un banco en el sector privado, como parte de su liberalización de la industria bancaria india.  El banco inició sus operaciones en enero de 1995 y tiene su domicilio social en Mumbai. Su primera oficina corporativa y una sucursal de servicio completo en Sandoz House, Worli, fueron inauguradas por el entonces Ministro de Finanzas de la Unión, Manmohan Singh.
En febrero de 2000, Times Bank se fusionó con HDFC Bank, en lo que fue la primera fusión voluntaria de bancos de la India. Times Bank fue fundado por el conglomerado de medios más grande de la India, The Times Group.
En julio de 2001, los ADS del HDFC Bank cotizaron en la Bolsa de Nueva York después de una oferta pública inicial.
En 2008, HDFC Bank adquirió el Centurion Bank of Punjab (CBoP) por 9.510 millones de rupias (2.190 millones de dólares estadounidenses) en un acuerdo de intercambio de acciones, supuestamente la mayor adquisición en el sector financiero indio en ese momento.
En 2021, el banco adquirió una participación del 9,99% en Ferbine, una entidad promovida por Grupo Tata, para operar una entidad coordinadora en toda la India para sistemas de pagos minoristas, similar a la Corporación Nacional de Pagos de la India.

### Fusión entre HDFC Ltd y HDFC Bank
El 4 de abril de 2022, HDFC Ltd anunció que se fusionaría con HDFC Bank, lo que marcaría el acuerdo de fusiones y adquisiciones más grande jamás realizado en la India. Como parte de la fusión, HDFC Ltd transferiría su cartera de préstamos hipotecarios al HDFC Bank, mientras que el banco ofrecía a los depositantes de HDFC Ltd la opción de retirar su dinero o renovar sus depósitos en el banco al tipo de interés que el banco ofrecía en ese momento.
El 1 de julio de 2023, se completó la fusión de HDFC Ltd con HDFC Bank. En consecuencia, HDFC Bank tuvo una capitalización de mercado de 154 mil millones de dólares, convirtiéndose en el séptimo banco más valioso del mundo. HDFC Bank también se convirtió en una de las 100 principales empresas bancarias del mundo por activos totales.
La entidad combinada tenía una base de clientes de 120 millones, superando en tamaño a la población de Alemania. La fusión dio lugar a un aumento sustancial de la plantilla del banco, con una plantilla de 177.000 empleados. La entidad fusionada se convirtió en el segundo banco más grande de la India, sólo superado por el State Bank of India en términos de activos. El número de sucursales aumentó a 8.300.
Las acciones de HDFC Ltd fueron retiradas de la lista y a los accionistas se les asignaron 42 acciones de HDFC Bank por cada 25 acciones de HDFC Ltd que poseían, lo que llevó a un aumento en el capital social de HDFC Bank.